# Porto Alegre Challenger 1986
Il Porto Alegre Challenger 1986 è stato un torneo di tennis facente parte della categoria ATP Challenger Series nell'ambito dell'ATP Challenger Series 1986. Il torneo si è giocato a Porto Alegre in Brasile dal 24 al 30 marzo 1986 su campi in terra rossa.

## Vincitori

### Singolare
Carlos Di Laura ha battuto in finale  Blaine Willenborg con il punteggio di 1–6, 7–6, 6–3

### Doppio
Gustavo Luza /  Gustavo Tiberti hanno battuto in finale  Julio Goes /  Ney Keller con il punteggio di 6–3, 6–3